# Breutelia secundifolia
Breutelia secundifolia är en bladmossart som beskrevs av C. Müller 1897. Breutelia secundifolia ingår i släktet gullhårsmossor, och familjen Bartramiaceae. Inga underarter finns listade i Catalogue of Life.